# Johann Andreas Thelott
Johann Andreas Thelott (né le 10 avril 1655 à Augsbourg, mort le 25 juin 1734 dans la même ville) est un orfèvre, dessinateur et graveur allemand.

## Biographie
Thelott, issu d'une famille huguenote émigrée de Dijon au XVIe siècle, qui remonte aux orfèvres Christoph Andreas et Cornelis Daniel Thelott à Augsbourg depuis 1585, est le fils du l'orfèvre Israel Thelott et d'abord formé par son parent.
En 1687, le fils entreprend un voyage à Rome. Après son retour à Augsbourg, il obtient son brevet de maîtrise en 1689 après avoir fabriqué une tasse à couvercle.
Thelott travaille un temps avec Joseph Friedrich Leopold (de).
Thelott est le père des graveurs Jakob Gottlieb Thelott et Johann Gottfried Thelott, le grand-père des graveurs Ernst Carl Thelott et Johann Paul Thelott et arrière-grand-père des portraitistes Karl Franz Joseph Thelott et Ernst Joseph Thelott.